# Grand Prix de Wallonie 1972
La 13e édition du Grand Prix de Wallonie a eu lieu le 18 avril 1972. Elle a été remportée par le Belge Emiel Cambré.

## Classement final
Emiel Cambré remporte la course en parcourant les 217 kilomètres en 5 h 40 à la vitesse moyenne de 38,294 km/h.
| Classement final, | Classement final,   | Classement final, | Classement final,                | Classement final, |
|                   | Coureur             | Pays              | Équipe                           | Temps             |
| ----------------- | ------------------- | ----------------- | -------------------------------- | ----------------- |
| 1er               | Emiel Cambré        | Belgique          | Goldor-Ijsboerke                 | en 5 h 40 min 0 s |
| 2e                | Jos van der Vleuten | Pays-Bas          | Goudsmit-Hoff                    |                   |
| 3e                | Georges Barras      | Belgique          | Molteni                          | + 2 min 15 s      |
| 4e                | Noel Van Tyghem     | Belgique          | Novy-Dubble Bubble               |                   |
| 5e                | Eddy Verstraeten    | Belgique          | Watney-Avia                      |                   |
| 6e                | Georges Pintens     | Belgique          | Van Cauter-Magniflex-De Gribaldy |                   |
| 7e                | Eddy Reyniers       | Belgique          | Van Cauter-Magniflex-De Gribaldy |                   |
| 8e                | Ronny Van De Vijver | Belgique          | Goldor-Ijsboerke                 |                   |
| 9e                | Edward Janssens     | Belgique          | Van Cauter-Magniflex-De Gribaldy |                   |
| 10e               | Herman Beysens      | Belgique          | Van Cauter-Magniflex-De Gribaldy |                   |
| modifier          |                     |                   |                                  |                   |